# Shaun Norris
Shaun Daryl Norris, OAM (nascido em 2 de abril de 1985) é um atleta paralímpico australiano que compete na modalidade basquetebol em cadeira de rodas. Integrou a equipe nacional em cadeira de rodas que conquistou a medalha de ouro nos Jogos Paralímpicos de Verão de 2008 em Pequim e ficou com pratas em Atenas 2004 e Londres 2012. Foi selecionado para disputar a Paralimpíada da Rio 2016, onde sua equipe, os Rollers, terminou na sexta colocação. Também foi medalhista de ouro no mundial da mesma modalidade em 2010 e 2014, além de conquistar bronze em 2006.

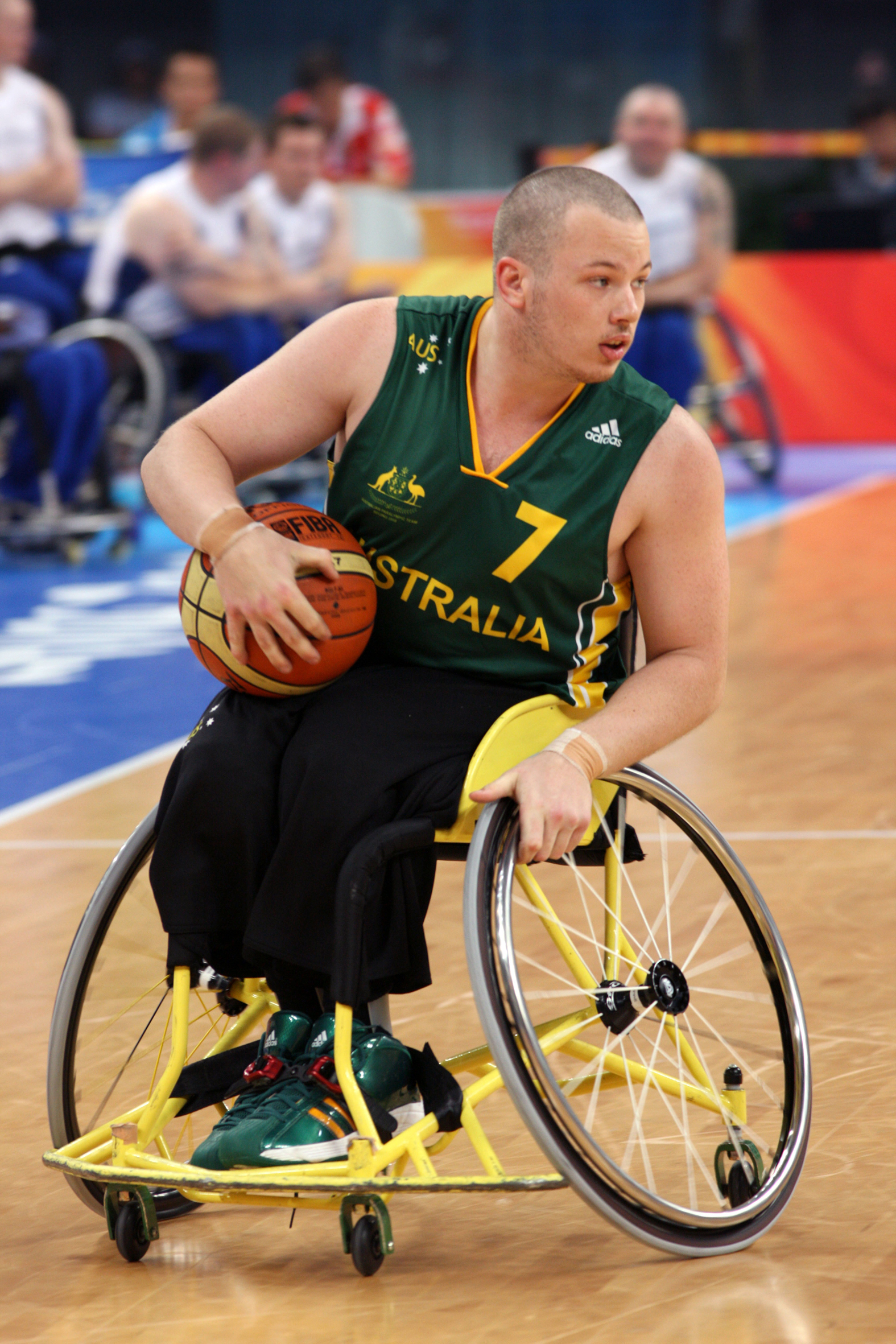
Shaun durante os Jogos Paralímpicos de Londres 2012.